# Facciolella saurencheloides
Facciolella saurencheloides är en fiskart som först beskrevs av D'ancona 1928.  Facciolella saurencheloides ingår i släktet Facciolella och familjen Nettastomatidae. Inga underarter finns listade i Catalogue of Life.